# Irak uralkodóinak listája
Az alábbi lista az 1921–1958 között fennállt Iraki Királyság uralkodóinak listáját tartalmazza. 

Az 1958 óta fennálló Iraki Köztársaság elnökeinek listáját listáját lásd: Irak államfőinek listája.
| Portré                    | Uralkodó                                           | Uralkodott                 | Neve átírásban | Megjegyzés                                                 |
| ------------------------- | -------------------------------------------------- | -------------------------- | -------------- | ---------------------------------------------------------- |
| Hásemiták (1921–1958)     |                                                    |                            |                |                                                            |
|                           | I. Fejszál * 1883. május 20. † 1933. szeptember 6. | 1921–1933 VIII. 23. IX. 8. |                | 1921–1932 között brit védnökség alatt, 1932-től független. |
|                           | Gázi * 1912. március 21. † 1939. április 4.        | 1933–1939 IX. 8. IV. 4.    |                | I. Fejszál fia. Autóbalesetben halt meg.                   |
|                           | II. Fejszál * 1935. május 2. † 1958. július 14.    | 1939–1958 IV. 4. VII. 14.  |                | Gázi fia. A puccsisták végezték ki.                        |
| 1958-tól Irak köztársaság |                                                    |                            |                |                                                            |